# Zonophora
Zonophora  – rodzaj ważek z rodziny gadziogłówkowatych (Gomphidae).

## Podział systematyczny
Do rodzaju należą następujące gatunki:
- Zonophora batesi Selys, 1869
- Zonophora calippus Selys, 1869
- Zonophora campanulata (Burmeister, 1839)
- Zonophora diversa Belle, 1983
- Zonophora nobilis Belle, 1983
- Zonophora regalis Belle, 1976
- Zonophora solitaria Rácenis, 1970
- Zonophora supratriangularis Schmidt, 1941
- Zonophora surinamensis Needham, 1944
- Zonophora wucherpfennigi Schmidt, 1941